# 石田泰弘
石田 泰弘（いしだ やすひろ、1982年12月10日 - ）は、日本の男性声優。山口県出身。以前はスターダス・21に所属していた。

## 人物
- 特技：ものづくり、ドナルドダックの声
- 趣味：ガンプラ、ＤＩＹ、ツーリング
- 資格：ビジネス検定[1]
- 学歴：東京メディアアカデミー、映像テクノアカデミア[1]

## 出演作品
太字はメインキャラクター。

### 吹き替え

#### 映画・ドラマ
- グッド・ワイフ2
- クリミナル・マインド7 FBI行動分析課
- CSI:10 科学捜査班（エヴェレット・エドワーズ）
- メリは外泊中
- レバレッジ 〜詐欺師たちの流儀

#### 海外アニメ
- ウェイン&ラニー クリスマスを守れ!
- マダガスカル3（新人（2代目）[2]）
  - ザ・ペンギンズ from マダガスカル（新人[3]）
  - ペンギンズ FROM マダガスカル ザ・ムービー（新人[4]）

### テレビ
- 家族（TBS月曜ゴールデン）
- 学校へ行こう!MAX
- 世にも奇妙な物語（2008年秋の特別編）
- ルビコンの決断～プリウスをつくった男たち～（テレビ東京/2009年）

### 特撮
- 爆竜戦隊アバレンジャー（ニュースキャスター）
- 仮面ライダー剣（モスアンデッド）
- 劇場版 仮面ライダー剣 MISSING ACE
- スーパー戦隊シリーズ（アバレンジャー～ゴーオンジャー　各戦闘員）

### ボイスオーバー
- メガ・ムーバーズ

### ローカルヒーロー
- 超級忍者ドラクナイザー（ドラクナイザー）
- 坂東武人・武蔵（ナレーション・銃三）

### イベント・ヒーローショー
- 坂東武人・武蔵
- 忍風戦隊ハリケンジャーから

現在に至るまでの東映系作品の各ヒーローショー、グリーティング

### TVCM
- 大和ハウス・妖精編

### ボイスドラマ
- 日本民話シリーズ　牛になったお坊様（お坊様）
- 日本民話シリーズ　猫の恩返し（お侍）
- 勇者と（？）王様（勇者）